# غارمين نويفون (موبايل)
غارمين نويفون (بالإنجليزية: Garmin Nüvifone)‏ هو هاتف ذكي من جارمن.